# 마쓰야마정 (사이타마현)
마쓰야마정(松山町)은 사이타마현 히키군에 있던 정이다. 1954년에 오카 촌, 가라코 촌, 다카사카 촌, 노모토 촌과 합병해 히가시마쓰야마시가 되어 폐지하였다.
또한 합병 후 히가시마쓰야마 시내에는 지금도 마쓰야마초 1초메, 2초메, 3초메라는 마을 이름이 남아있다. 

## 역사
- 1889년 4월 1일 - 정촌제 시행에 수반해 히키군 마쓰야마정이 되었다.
- 1954년 7월 1일 - 오카 촌, 가라코 촌, 다카사카 촌, 노모토 촌과 합병해, 히가시마쓰야마시가 되었다.